# Motor Ford Boss 302
El motor Boss 302 es un motor de combustión interna de 8 cilindros en V de bloque pequeño, fabricado por Ford a finales del 1967, para vencer en el serial Trans-Am, en el cual no se podían utilizar motores con una cilindrada mayor a 5 litros.
La diferencia de este con uno común con la misma cilindrada es que se le dotó de pistones y bielas más ligeras y las cabezas de cilindro del futuro motor Ford 335. Esto último fue la clave para el gran aumento de potencia que le permitió ganar la Trans-Am Series ese año. El motor salió a la venta al público exclusivamente en carrocería fastback, volviéndose muy popular.
La versión original fue usada en los Ford Mustang y Mercury Cougar Eliminator de 1969 y 1970, que fue construido agregando las cabezas planeadas para el motor 351 Cleveland, el cual debutó el año siguiente con un bloque del motor Windsor. La construcción fue hecha a partir de dos motores compartiendo el mismo patrón de culatas, aunque las del Boss tenían que tener los conductos del refrigerante ligeramente modificados.

## Diseño

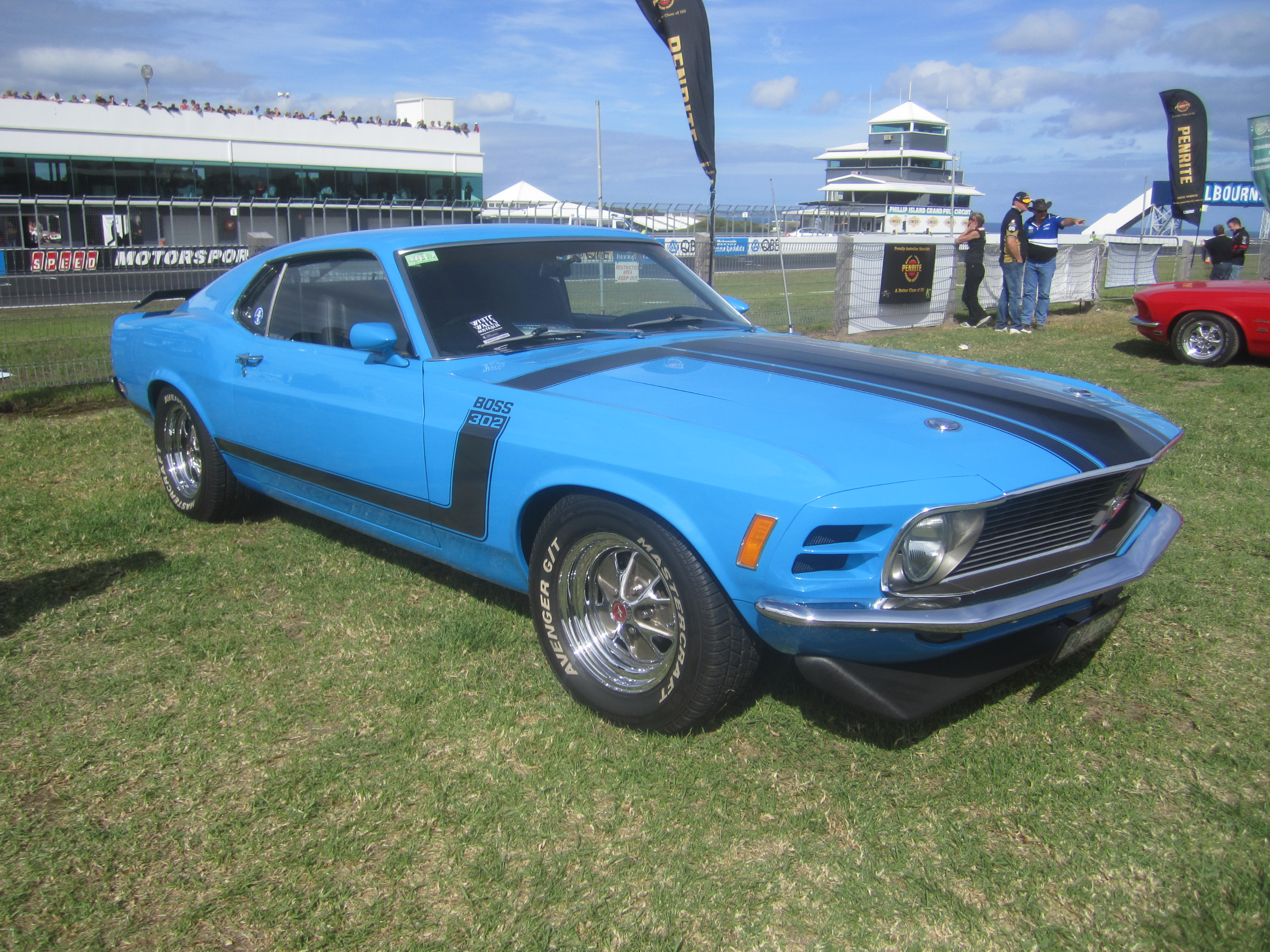
Ford Mustang Boss 302 de 1970.

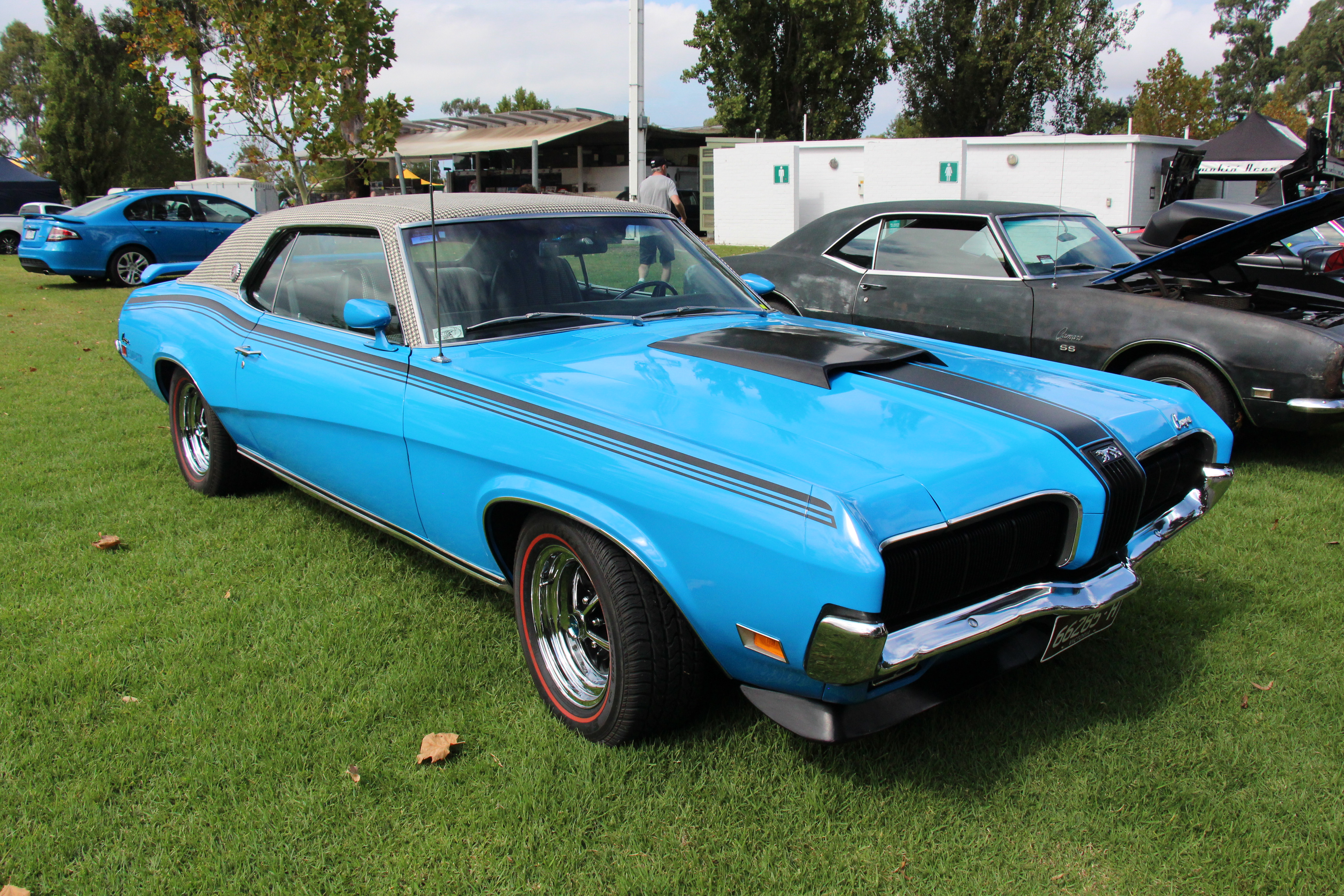
Mercury Cougar Eliminator de 1970.

El motor 302 H.O. de 1969 y 1970, fue creado en 1968 para las carreras de la serie SSCA Trans-Am de 1969. Es un único motor de bloque pequeño de Ford que presenta un pared delgada con alto contenido de níquel. Difiere substancialmente del 302 regular.
El alto contenido de níquel en el bloque tenía una plataforma más delgada y un múltiple de admisión más alto debido a las culatas. También tenía un balanceador distinto y un diámetro más grande de la correa de dirección hidráulica para poder acoplarlas a mayores capacidades de régimen del motor contra un 302 normal. El 302 Boss tenía ocho tornillos en el cubre válvulas; en 1969 eran cromadas y en 1970 eran de aluminio, mientras que el 302 normal tenía seis tornillos en el cubre válvulas. Las bielas son las mismas que usadas en el motor 289 HIPO y tiene el número de serie C3AE-D. Son capaces de revoluciones más altas que el 302 normal, de hasta 8000 rpm. El cigüeñal es del tipo cruz perforada, aunque esto cambió en 1970 para un mejor desempeño, por hierro forjado de alta resistencia. El árbol de levas y los elevadores de válvulas tienen una alta elevación. El árbol de levas tenía una duración de 290° y 0,477 pulgadas (1,2 cm) de elevación.
Los puertos de las cabezas más grandes y anchos con ubicación escalonada de válvulas dan al 302 H.O. grandes capacidades de potencia. Debido al diseño de válvulas, el Boss también tenía pistones forjados para lograr la deseada relación de compresión de 10.5:1. Las primeras unidades eran caracterizadas típicamente por tener válvulas de admisión muy grandes de 2,23 pulgadas (5,7 cm) y válvulas de escape de 1,7 pulgadas (4,3 cm), montado en un estilo pequeño de apagado de la cámara de combustión. Las válvulas de escape eran llenadas con sodio para ayudar con la refrigeración. Los muelles de válvulas eran unidades duales con un resorte interior y exterior para evitar la resonancia armónica a altas revoluciones. Las cabezas presentaban asientos de resortes de acero. El sistema de combustible era por carburador Holley de 780 pies cúbicos por minuto (22,1 m³/min) con ahogador manual. El colector de admisión más alto requería un espacio más reducido. Ford usó un espaciador fenólico que incorporó un tubo de aluminio para la manguera de PCV y también ayudó a aislar el carburador del calor de la toma de aire. La ignición era administrada por un distribuidor único de doble punto con bujías específicamente Autolite AF32 de 14 mm (0,6 pulgadas), debido a una medida más pequeña de 5/8 de pulgada (1,6 cm) vs. 13/16 de pulgada (2,1 cm), para que pudiera entrar en un espacio muy justo de la cámara de combustión y las válvulas muy grandes.
El motor produce un sonido único como resultado de su configuración de elevadores sólidos. En ralentí, debidamente calibrado, tiene un gran sonido.
La potencia era de 290 HP (294 CV; 216 kW) a las 5200 rpm, con un par máximo de 290 lb·pie (393 N·m) a las 4300 rpm. Tenía un límite de régimen de 6250 rpm. El Boss 302 compite bien contra otros de bloque pequeño de alto desempeño, tales como el Chevrolet 302, el Chrysler 340 y el AMC 360.
El nombre "Boss" viene por la referencia de Larry Shinoda al diseñador original Bunkie Knudsen, director en jefe de Ford y propuesto como vocero para el desarrollo de automóviles. Como punto de interés, el Boss 302 es el nombre del coche, siendo el motor 302 H.O., pero también llegó a ser popular al llamar así a este motor en específico.
Este motor también era opcional en el Mercury Cougar Eliminator, con 169 producidos en 1969 y 469 en 1970.

## Nueva versión de 2007
El nuevo motor Boss 302 fue desvelado en el Salón del automóvil SEMA Show de 2006.
En 2007, Ford Racing empezó a comercializar nuevos motores modificados usando el Boss 302 como base de entre 4.95 L hasta 5.9 L, que desarrollan de 340 a 360 HP (345 a 365 CV) (254 a 268 kW).
El motor "Modular Coyote-Boss" con doble árbol de levas a la cabeza y distribución de válvulas variable que produce 444 HP (450 CV; 331 kW), también estaba disponible como motor modificado de Ford Racing.